# ماشبي (ماساتشوستس)
ماشبي (بالإنجليزية: Mashpee, Massachusetts)‏ هي معلم جغرافي تقع في الولايات المتحدة في مقاطعة بارنستابل. يقدر عدد سكانها بـ 14,006 نسمة ومساحتها 70.5 كم2 وترتفع عن سطح البحر 17 متر.

## المناخ
يظهر الجدول التالي التغييرات المناخية على مدار السنة لماشبي:
| البيانات المناخية لـماشبي         | البيانات المناخية لـماشبي | البيانات المناخية لـماشبي | البيانات المناخية لـماشبي | البيانات المناخية لـماشبي | البيانات المناخية لـماشبي | البيانات المناخية لـماشبي | البيانات المناخية لـماشبي | البيانات المناخية لـماشبي | البيانات المناخية لـماشبي | البيانات المناخية لـماشبي | البيانات المناخية لـماشبي | البيانات المناخية لـماشبي | البيانات المناخية لـماشبي |
| الشهر                             | يناير                     | فبراير                    | مارس                      | أبريل                     | مايو                      | يونيو                     | يوليو                     | أغسطس                     | سبتمبر                    | أكتوبر                    | نوفمبر                    | ديسمبر                    | المعدل السنوي             |
| --------------------------------- | ------------------------- | ------------------------- | ------------------------- | ------------------------- | ------------------------- | ------------------------- | ------------------------- | ------------------------- | ------------------------- | ------------------------- | ------------------------- | ------------------------- | ------------------------- |
| متوسط درجة الحرارة الكبرى °ف (°م) | 37.8 (3.2)                | 39.6 (4.2)                | 45.1 (7.3)                | 54.0 (12.2)               | 63.4 (17.4)               | 72.9 (22.7)               | 78.7 (25.9)               | 78.0 (25.6)               | 71.8 (22.1)               | 61.9 (16.6)               | 53.1 (11.7)               | 43.4 (6.3)                | 58.4 (14.7)               |
| المتوسط اليومي °ف (°م)            | 30.1 (−1.1)               | 31.8 (−0.1)               | 37.5 (3.1)                | 46.2 (7.9)                | 55.5 (13.1)               | 65.2 (18.4)               | 71.3 (21.8)               | 70.7 (21.5)               | 64.0 (17.8)               | 53.9 (12.2)               | 45.4 (7.4)                | 35.8 (2.1)                | 50.7 (10.4)               |
| متوسط درجة الحرارة الصغرى °ف (°م) | 22.4 (−5.3)               | 24.1 (−4.4)               | 29.9 (−1.2)               | 38.4 (3.6)                | 47.6 (8.7)                | 57.6 (14.2)               | 63.9 (17.7)               | 63.3 (17.4)               | 56.2 (13.4)               | 45.9 (7.7)                | 37.7 (3.2)                | 28.2 (−2.1)               | 43.0 (6.1)                |
| الهطول إنش (مم)                   | 4.03 (102)                | 3.38 (86)                 | 5.17 (131)                | 4.46 (113)                | 3.44 (87)                 | 3.95 (100)                | 3.41 (87)                 | 3.82 (97)                 | 3.88 (99)                 | 4.23 (107)                | 4.40 (112)                | 4.58 (116)                | 48.75 (1٬238)             |
| متوسط الرطوبة النسبية (%)         | 68.5                      | 68.5                      | 66.9                      | 66.6                      | 70.3                      | 73.5                      | 74.8                      | 75.0                      | 75.0                      | 72.3                      | 69.5                      | 69.8                      | 70.9                      |
| المصدر: PRISM Climate Group       |                           |                           |                           |                           |                           |                           |                           |                           |                           |                           |                           |                           |                           |

## أعلام
- ميلدريد نوبل
- شيلدز ارين
- ملفين كومبز